# Benyamin Sueb
 (juillet 2010).
Si vous disposez d'ouvrages ou d'articles de référence ou si vous connaissez des sites web de qualité traitant du thème abordé ici, merci de compléter l'article en donnant les références utiles à sa vérifiabilité et en les liant à la section « Notes et références ».
Benyamin S, de son vrai nom Benyamin Sueb est un chanteur, acteur  et réalisateur indonésien né le 5 mars 1939 à Kemayoran, Batavia et mort le 5 septembre 1995 à Jakarta.
Issu de milieu modeste, Benyamin S fut comédien hors-norme et comique emblématique du cinéma indonésien entre les années 1970 et 90. Durant toute sa vie, il a produit plus de 75 albums musicaux et 53 titres de films.
Originaire de Jakarta, il est aussi considéré comme l'un des plus grands promoteurs de l'art et de la culture Betawi.

## Biographie

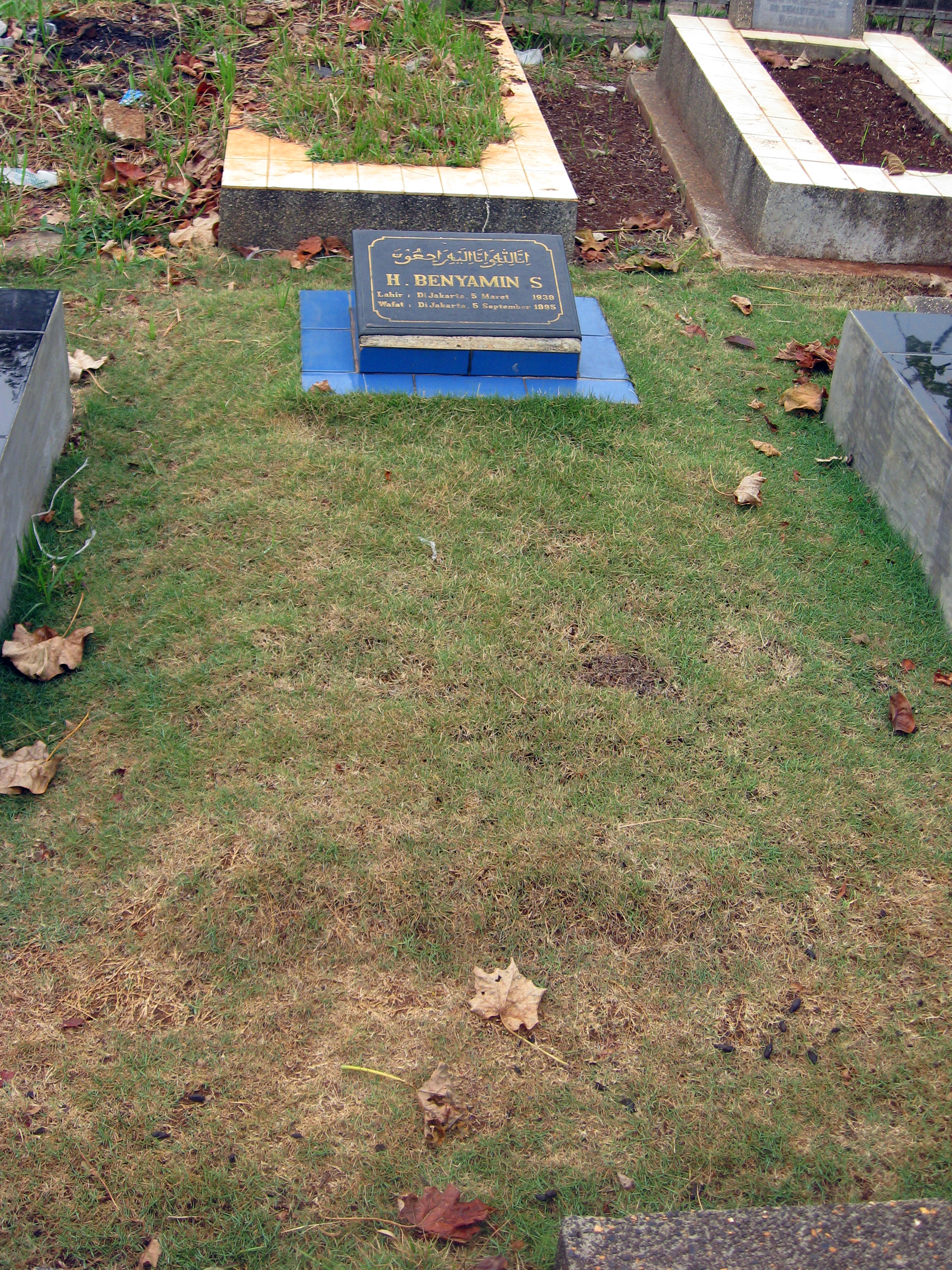
Tombe de Benyamin Sueb au cimetière Karet Bivak de Jakarta.

## Discographie

### Chansons en solo
1. Kancil Kesasar/Kue Onde (Mesra Records)
2. Si Jampang (Melodi Record)
3. Oom Senang (Mesra Record)
4. Brang Breng Brong (Diamond Record)
5. Jangkrik Genggong (Mutiara Record)
6. Apollo (Indah Records)
7. Tukang Tuak (Undah Records)
8. Nonton Pecoen (Remaco)
9. Keluarga Gila (Remaco)
10. Tukang Sado (Remaco)
11. Tukang Becak (Remaco)
12. Terus Turun (Remaco)
13. Steambath (Remaco)
14. Dul-Dul Tjak (Mutiara Records)
15. Patjaran (Indah Records)
16. Ngupi (Remaco)
17. Nyari Kutu (Indah Records)
18. Tukang Loak (Indah Records)
19. Ngibing (J&B)
20. Maredel (Remaco)
21. Mak Minta Makan Mak (Remaco)
22. Anak Sekarang (Remaco)
23. Blues Kejepit Pintu (Remaco)
24. Bul Bul Efendi (Irama Tara)
25. Kicir-Kicir (Remaco)
26. Asal Nguap (Indah Records)
27. Makan (Remaco)
28. Main Congklak (Irama Tara)
29. Ketemu Bayi Tabung (Irama Tara)
30. Soraya (Fila Records)
31. Telepon Cinta (Insan Record/RCA)
32. Martabak (Insan Record)
33. Ngibing Betawi (Varia Nada Utama)
34. Cintaku Berat di Ongkos (Virgo Ramayana Records)
35. Assoy (Ben's Records)
36. Duit (Mutiara Records)
37. Bayi Tabung (Insan Records)
38. Mat Codet (Irama Asia)
39. Tua-Tua Komersiel (Gesit Records)
40. Saya Bilang (Abadi Records)
41. Telepon Umum (Purnama Records)
42. Belajar Membaca (Irama Asia)
43. Nostalgila (Asia Records)
44. Sang Kodok (BBB)
45. Biang Kerok avec Al Haj (Virgo Ramayana/Ben's Records)

### Chansons en Duo
1. Indehoy avec Rossy (Mesra Records)
2. Tukang Solder avec Rossy (Diamond Records)
3. Es Tape avec Rossy (Indah Records)
4. Tukang Loak avec Lilis Suryani (Remaco)
5. Ngelamar avec Rita Zahara (Indah Records)
6. Tukang Duren avec Rita Zahara (Indah Records)
7. Tukang Kridit avec Ida Royani (Indah Records)
8. Siapa Punya avec Ida Royani (Indah Records)
9. Begini Begitu avec Ida Royani (Indah Records)
10. Tukang Delman avec Ida Royani (Indah Records)
11. Si Mirah Jande Marunde avec Ida Royani (Indah Records)
12. Yang Paling Enak avec Ida Royani (Dian Records)
13. Dunia Terbalik avec Ida Royani (Dian Records)
14. Anak Bapak avec Ida Royani (Remaco)
15. Di Sini Aje avec Ida Royani (Remaco)
16. Item Manis avec Ida Royani (Remaco)
17. Tukang Tape avec Ida Royani (Irama Mas)
18. Perkutut avec Ida Royani (Remaco)
19. Lampu Merah avec Ida Royani (Remaco)
20. Lampu Merah II avec Ida Royani (Remaco)
21. Cinta tak Terbatas avec Ida Royani (Remaco)
22. Aturan Asyik avec Ida Royani (Remaco)
23. Ketemu Lagi avec Ida Royani (Remaco)
24. Jampang and His Wife avec Inneke Kusumawati (Remaco)
25. Janda Kembang avec Inneke Kusumawati (Remaco)
26. Semut Jepang avec Inneke Kusumawati (Remaco)
27. Monyet Nangkring avec Inneke Kusumawati (Remaco)
28. Dokter avec Inneke Kusumawati (Mutiara)
29. Mancing Lindung avec Herlina Effendy (Remaco)
30. Cong-Cong Balicong avec Herlina Effendy (Remaco)
31. Muhammad Ali avec Herlina Effendy (Remaco)
32. Sumur Pompa avec Herlina Effendy (Remaco)
33. Raport Merah avec Herlina Effendy (Remaco)
34. Apanya Dong avec Euis Darliah (DD Records)
35. Apanya Dong II avec Euis Darliah (DD Records)
36. Dicoba Dong avec Euis Darliah (DD Records)
37. Tukang Sate avec Beno Benyamin (Remaco)

### Théâtres comics engregistrés sur les disques
1. Warung Jakarte (ABC Records)
2. Bergurau dan Bernyanyi avec Eddy Sud (Purnama Records)
3. Paling Enak avec Eddy Sud (Purnama Records)
4. Sepak Bola avec Eddy Sud (Purnama Records)
5. Gepeng Menantu Benyamin avec Srimulat (Pratama Records)

### Bandes originales des films
1. Akhir Sebuah Impian (Musica Studios)
2. Koboi Ngungsi (Remaco)

### Compilations
1. Parade 68 (Mesra Records)
2. Tak Mau Dimadu (Remaco)
3. Dunia Masih Lebar (Remaco)
4. Ke Pantai Florida (Mutiara)
5. Kompal Kampil (Remaco)
6. Pijitin (Remaco)
7. Artis JK Records (JK Records)
8. In Memoriam Benyamin S (Musica Studio)
9. Juki (Musica Studios)

## Filmographie
(Les noms de réalisateurs entre parenthèses)
1970
- Honey Money and Jakarta Fair

1971
- Dunia Belum Kiamat (Nya' Abbas Akup)
- Hostess Anita (Matnoor Tindaun)
- Brandal-Brandal Metropolitan
- Banteng Betawi (Nawi Ismail)

1972
- Bing Slamet Setan Djalanan (Hasmanan)
- Angkara Murka (Chaidir Rachman)
- Intan Berduri (Turino Djunaidy)
- Benyamin Biang Kerok (Nawi Ismail)

1973
- Si Doel Anak Betawi (Sjumandjaja)
- Akhir Sebuah Impian (Turino Djunaidy)
- Jimat Benyamin (Bay Isbahi)
- Biang Kerok Beruntung (Nawi Ismail)
- Percintaan (Pietrajaya Burnama)
- Cukong Blo'on (C.C. Hardy)
- Ambisi (Nya' Abbas Acup)
- Benyamin Brengsek (Nawi Ismail)
- Si Rano (Motinggo Boesye)
- Bapak Kawin Lagi (Lilik Sudjio)

1974
- Musuh Bebuyutan (Benyamin Sueb)
- Ratu Amplop (Nawi Ismail)
- Benyamin Si Abu Nawas (Fritz G. Schad)
- Benyamin Spion 025 (Tjut Jalil)
- Tarzan Kota (Lilik Sudjio)
- Drakula Mantu (Nya' Abbas Acup)

1975
- Buaya Gile (Syamsul Fuad)
- Benyamin Tukang Ngibul (Nawi Ismail)
- Setan Kuburan (Daeng Harris)
- Benyamin Koboi Ngungsi (Nawi Ismail)
- Benyamin Raja Lenong (Syamsul Fuad)
- Traktor Benyamin (Lilik Sudjio)
- Samson Betawi (Nawi Ismail)

1976
- Zorro Kemayoran (Lilik Sudjio)
- Hipies Lokal (Benjamin Sueb)
- Si Doel Anak Modern (Sjumandjaja)
- Tiga Jango (Nawi Ismail)
- Benyamin Jatuh Cinta (Syamsul Fuad)
- Tarzan Pensiunan (Lilik Sudjio)
- Pinangan

1977
- Sorga (Turino Djunaid])
- Raja Copet (Syamsul Fuad)
- Tuan, Nyonya dan Pelayan (Nawi Ismail)
- Selangit Mesra (Turino Djunaidy)

1978
- Duyung Ajaib (Benyamin Sueb)
- Dukun Kota (Syamsul Fuad)
- Betty Bencong Slebor (Benyamin Sueb)
- Bersemi di Lembah Tidar (Franky Rorimpandey)

1981
- Musang Berjanggut (Pietrajaya Burnama)

1983
- Tante Girang
- Sama Gilanya (Nawi Ismail)

1984
- Dunia Makin Tua / Asal Tahu Saja

1988
- Koboi Insyaf / Komedi lawak '88 (Syamsul Fuad)

1992
- Si Kabayan Saba Kota

## Programmes télévisés
- Benjamin Show TPI (1993-1995)
- Glamor TVRI (1994-1995)

## Télé-séries

### 1994
- Mat Beken

### 1995
- Si Doel Anak Sekolahan
- Begaya FM